# パラトランジット
パラトランジット（英語: Paratransit）は、主に北米において、従来の乗合システム（路線とスケジュールが固定された交通機関）と自家用車の中間の形態の交通システムの総称で、デマンド型交通などがこれに該当する。もしくは鉄道やバスなど大量輸送機関（マス・トランジット）と、自家用車など個別輸送機関（パーソナル・トランジット）の中間にあたる形態の交通機関の総称。定義に関しては研究者間で多少の差がある。

## 特徴
交通手段には、自家用車など所有者本人が家族など特定の人の移動に供する私的交通手段と、不特定多数の人に有料で移動サービスを提供している公共交通手段があり、その中間的交通手段をパラトランジット（準公共交通手段）と呼ぶ。国によっては、法制度が未整備で運行が不安定かつ危険なものもあるが、住民の移動ニーズに合わせたインフォーマルな移動サービスとして、また雇用機会の提供のため広く受容されている。
パラトランジットはバスに比べて、需要に柔軟に対応できる反面、運行管理が複雑になることが問題とされている。

## 北米

### アメリカ合衆国
パラトランジットは、1964年高齢者法でコミュニティサービスと給食サービスのシステムとして発足し、1970年代には都市大量輸送法（Urban Mass Transportation Act,UMTA）による車両援助が行われるなど、連邦政府の交通部門と福祉部門から補助を受けて定着している。
米国では障害者法 (ADA) により、公共交通事業者は高齢者・障害者のための専用の交通手段であるパラトランジットを提供しなければならないと定められており、通常は地域のタクシー会社などに委託して運行が行われている。
パラトランジットは、公共交通がアクセシブルでないために利用できない場合や、重度の障害のためアクセシブルな公共交通の利用が難しい等の理由がある場合に利用資格を取得して利用する。利用運賃はADAの規定により、通常考え得る公共交通を利用した場合の2倍までに制限されており、バスや鉄道よりは高いがタクシーよりは安い。
通常はリフト付のバン車両が使用されるが、セダンタイプの車両が用いられることもある。配車は1日前までに予約すれば可能な場合が多いが、当日予約は対応できない事業者がほとんどである。運行形態は通常はドア・ツー・ドアだが、公共交通の停留所（駅）までの場合や一定のルートを運行する場合（カーブ・ツー・カーブ）、一定人数でまとまって利用するグループ利用などもある。

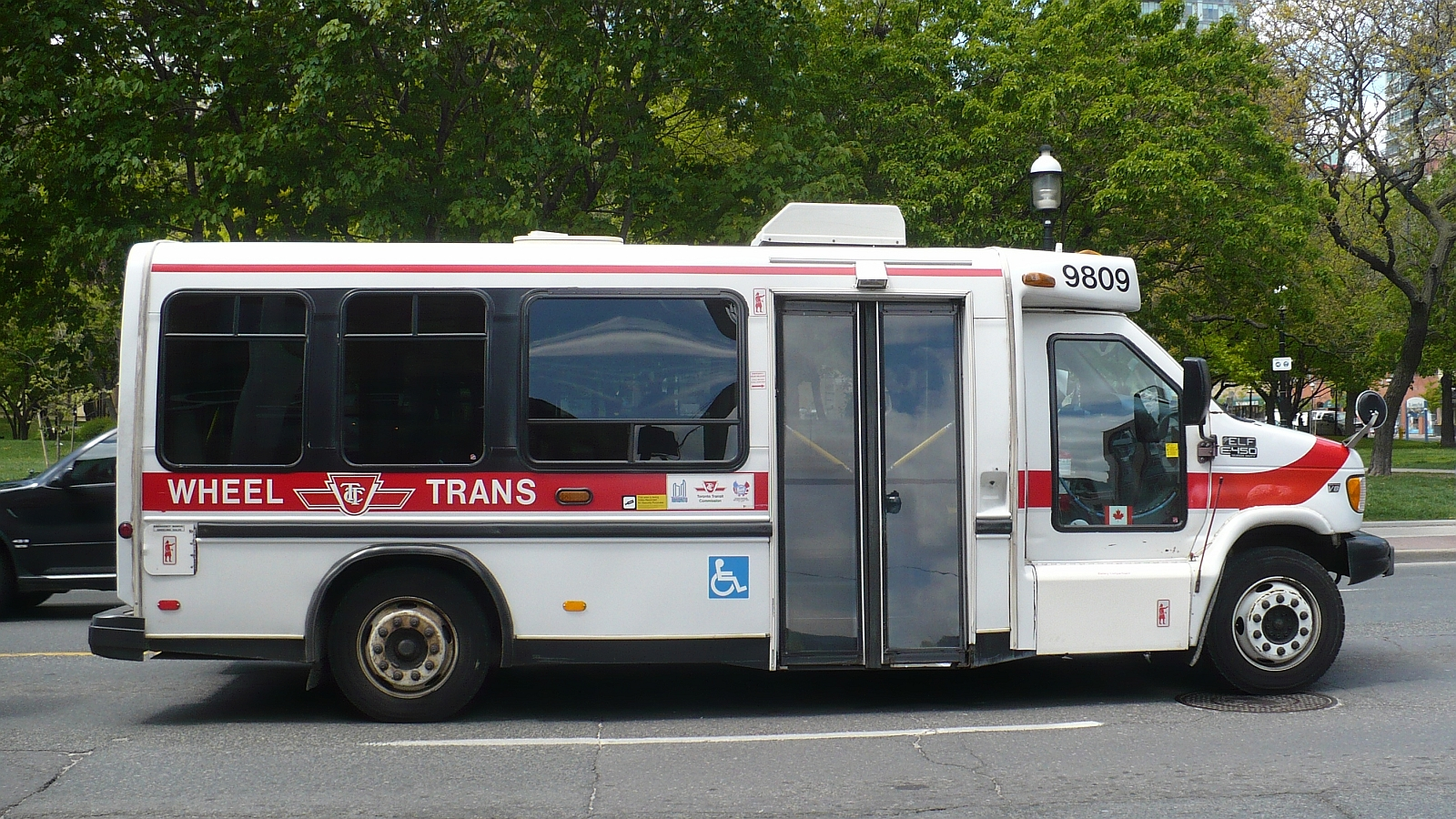
トロント交通局のWheel-Transサービス

### カナダ
カナダでは現在、パラトランジットについて公式の規定はないが、カナダ都市交通協会（Canadian Urban Transit Association）が会員の交通事業者向けに自主基準を設けている。トロント交通局、OCトランスポなどの事業者が、パラトランジットのサービスを提供していて、ブリティッシュコロンビア州ではBCトランジット、トランスリンクが「ハンディDART（HandyDART）」と言う名称でパラトランジットを運営している。

## アジア
アジアの発展途上国の大都市では、渋滞が頻発し細い街路が多いことなどから、独特のパラトランジットが発達した。

### タイ
- Songtaew（ピックアップトラック） - 定員12人[8]。
- Silor-Lek（軽トラック） - 定員6人[8]。
- Tuk Tuk（トゥクトゥク、自動三輪） - 定員3人[8]。
- Motorsai（自動二輪） - 定員1人[8]。

### ベトナム
- セーラム（自動三輪または自動四輪） - 定員10人[3]。
- シクロ（三輪自転車）[3]

### フィリピン
- ジープニー[3]

### インドネシア
- オプレット[3]